# 빛은 내 가슴에
"빛은 내 가슴에"는 대한민국에서 제작된 이기원 감독의 1995년 드라마 영화이다. 이세창 등이 주연으로 출연하였고 이기원 등이 제작에 참여하였다.

## 출연

### 주연
- 이세창
- 김예지

### 조연
- 이재은
- 이경희
- 김석태
- 정내희

## 기타
- 조명: 박만창
- 녹음: 손인호
- 미술: 조융삼
- 효과: 이재희